# Nolito
Nolito, egentligen Manuel Agudo Durán, född 15 oktober 1986, är en spansk fotbollsspelare som spelar för Ibiza i Segunda División.

## Karriär

### Barcelona
Nolito föddes i Sanlúcar de Barrameda. Han gick till FC Barcelona 2008 efter att tidigare ha spelat i Écija och Atlético Sanluqueño. Han spelade 106 matcher för Barcelona B innan han flyttades upp till A-laget där han debuterade mot Mallorca den 3 oktober 2010 i en match som slutade 1–1. Nolito byttes då in istället för Pedro. Drygt en månad senare gjorde han sitt första och hittills enda mål i Barcelona. Barcelona vann då mot AD Ceuta med 5–1 och Nolito gjorde 1–0 målet.

### Benfica
2011 flyttade Nolito sedan till SL Benfica efter att inte ha fått mycket speltid i Barça. Han gjorde mål i sin officiella debut i Benfica-tröjan mot Trabzonspor den 27 juli 2011 i Champions League-kvalets tredje omgång. Han gjorde faktiskt senare också mål i returen. Det blev till slut 15 mål för Nolito i hans första säsong i Benfica. Det blev dock bara en titel, den portugisiska ligacupen, Taça da Liga.
Det blev sedan bara en halv säsong i Lissabon innan han lånades ut till Granada CF. 

### Granada
Nolito lånades alltså ut till Granada i januari år 2013. Nolito skulle bli en nyckelspelare för Granada i deras kamp mot nedflyttning. Och det började bra för Nolito. I hans första match i den nya tröjan slog han hörnan som Cristiano Ronaldo nickade in i eget mål. Detta betydde att Granada vann mot Real Madrid med 1–0. Granada som innan matchen inte hade slagit Real Madrid på 40 år. Det blev 3 mål på 17 matcher för Nolito i Granada.

### Celta Vigo
Den 1 juli 2013 blev Nolito klar för Celta Vigo.

### Manchester City
Den 1 juli 2016 blev Nolito klar för Manchester City.

### Återkomst i Celta Vigo
Den 18 juni 2020 återvände Nolito till Celta Vigo.

### Ibiza
Den 5 september 2022 värvades Nolito på fri transfer av Ibiza.